# موردکای (فیلم)
موردکای (انگلیسی: Mortdecai) فیلمی در ژانر کمدی است که در سال ۲۰۱۵ منتشر شد. جانی دپ برای بازی در این فیلم نامزد بدترین بازیگر مراسم تمشک طلایی و دریافت کنندهٔ بدترین بازیگر مراسم آکادمی بدترین فیلم‌ها و بازیگری‌های بریتانیا شد.

## داستان
گروهی خلافکار روسی و بریتانیایی و شخصی به نام چارلی مُردِکای، یک دلال آثار هنری خلافکار و شیک‌پوش، برای پیدا کردن یک تابلوی دزدیده شده با هم رقابت می‌کنند که شایعه شده کُدی داخلش وجود دارد که محل طلاهای گمشدهٔ نازی‌ها را نشان می‌دهد و…

## بازیگران
- جانی دپ به عنوان چارلی مورتدکای
- گوئینت پالترو به عنوان جوآنا مورتدکای
- ایوان مک‌گرگور به عنوان بازرس مارتلند
- اولیویا مون به عنوان جورجیا کرامپف
- پل بتانی جاک استرف
- ریکی چمپ
- گای برنت